# IPcomp
IPcomp(IP Payload Compression Protocol、アイピーコンプ)は、IPパケットのトランスポート層を圧縮する通信プロトコルである。
IPcompをIPsec-VPNのESPと組み合わせることによって、VPNの帯域幅を向上させ、とくに低速な回線では帯域幅に対するデータ量の影響が大きいので、IPcompを導入することでよりスムーズな通信ができる。